# Trader's Bank Building
Trader's Bank Building es un antiguo rascacielos de 15 pisos y 55,39 m (el primero en Toronto), terminado en 1906 en 67 Yonge Street de Toronto, la capital de la provincia de Ontario (Canadá). Fue diseñado por Carrère y Hastings, y su construcción comenzó en 1905. Fue el edificio más alto de la Commonwealth británica hasta que se completó el Royal Liver Building en 1911. Es uno de los pocos rascacielos sobrevivientes de Canadá de principios del siglo XX.

## Historia
El edificio se ensambló utilizando dos millones de ladrillos y 1.700 toneladas de vigas de acero remachadas con aire comprimido (con "millones" de remaches necesarios); una vez terminados los cimientos, se erigió a un ritmo de aproximadamente un piso por semana. El edificio es ignífugo gracias a la estructura de acero. En caso de incendio, las puertas cortafuegos cerrarían los ascensores y escaleras, con dos grandes escaleras de incendios en la parte trasera. El calor de vapor en un sistema de vacío calentaría el interior. Las luces eléctricas en todas partes y los cables telefónicos en cada piso se promocionaron como características.
Cuando se describió en un periódico de época, debía tener un asta de bandera a 200 pies sobre el nivel de la calle y cuatro ascensores de alta velocidad que subieran 187 pies. Se proyectaba albergar a 1.500 personas. El exterior debía estar hecho de piedra, ladrillo y terracota (procedente de Perth-Amboy y utilizado en los tres pisos inferiores) con revestimientos de piedra caliza. Los pisos están hechos de cemento Portland canadiense. El único uso de madera fue en las ventanas, puertas y marcos. El techo debía tener un paseo marítimo, y el propietario no estaba seguro de si el público sería admitido.
El banco ocuparía los dos primeros pisos.
La construcción del edificio estuvo marcada por varios accidentes y una muerte. Un ingeniero fue quemado por un inyector de vapor defectuoso en noviembre de 1905.
El edificio fue innovador en sus acuerdos de arrendamiento. Fue el primer edificio importante de Toronto en introducir el sistema de arrendamiento por metro cuadrado. El edificio se completó a principios de diciembre de 1906 y el banco se trasladó en breve a su nueva sede. El Traders Bank tenía su sede en Toronto, con fuertes raíces en las zonas rurales de Ontario; más tarde se convertiría en parte del Royal Bank of Canada, y RBC adquirió el Traders Bank en 1912.
La altura del edificio fue bastante controvertida en ese momento. Varios intelectuales públicos de la ciudad y muchos de sus arquitectos expresaron su consternación ante la perspectiva de rascacielos. Sobrecargaría el valor de las propiedades y sombrearía las calles, atrapando los "miasmas" causantes de enfermedades que aún acechan en la imaginación del público. El periódico The Globe se quejó: "en los próximos diez o quince años ... El jefe de ventas minoristas se verá entonces como un cañón de Colorado"  Otros editoriales sobre el tema de los rascacielos compararon Toronto con Nueva York:
El edificio alto cambió los patrones de viento habituales en Yonge & Colborne. Había señales de vientos con efecto de cañón urbano en la primavera de 1909.
El arquitecto de la ciudad en noviembre de 1907 prometió que no iniciaría una tendencia: habría una aplicación estricta del límite de altura de 200 pies, que aún era más alto que el edificio en sí. Resultó que, por lo general, se convenció al ayuntamiento de que renunciara a los límites de altura en el centro de la ciudad, y el Banco de Comerciantes fue superado muy pronto por incluso talle

## Protección patrimonial
El edificio está protegido por la Ley de Patrimonio de Ontario, designado por la Ciudad de Toronto desde 1980.